# Big City Nights (album des Scorpions)
Albums de Scorpions
Still Loving You - The Best of
(1997) Hot & Slow: Best Masters of the 70's
(1998)
Big City Nights est une compilation du groupe allemand de hard rock Scorpions sortie le 11 juillet 1998.

## Liste des titres 0:50:04
| No  | Titre                            | Paroles | Musique | Album           | Durée |
| --- | -------------------------------- | ------- | ------- | --------------- | ----- |
| 01. | Big City Nights                  |         |         | Big City Nights | 04:12 |
| 02. | Animal Magnetism                 |         |         | Big City Nights | 05:57 |
| 03. | Send Me An Angel                 |         |         | Big City Nights | 04:33 |
| 04. | Rock You Like A Hurricane (Live) |         |         | Big City Nights | 04:14 |
| 05. | Still Loving You (Live)          |         |         | Big City Nights | 05:51 |
| 06. | No One Like You (Live)           |         |         | Big City Nights | 04:10 |
| 07. | Wind Of Change (Live)            |         |         | Big City Nights | 05:47 |
| 08. | Kicks After Six                  |         |         | Big City Nights | 03:50 |
| 09. | Rhythm Of Love                   |         |         | Big City Nights | 03:48 |
| 10. | No Pain No Gain                  |         |         | Big City Nights | 03:55 |
| 11. | Can't Live Without You           |         |         | Big City Nights | 03:47 |

Source des titres et durées.